# West Coast Racers
West Coast Racers ist eine Stahlachterbahn des Herstellers Premier Rides in Six Flags Magic Mountain (Valencia, Kalifornien, Vereinigte Staaten), die am 9. Januar 2020 eröffnet wurde.
Der Streckenverlauf der 1219,2 m langen Strecke entspricht im Wesentlichen dem einer Möbius-Achterbahn. Die Bahn verfügt allerdings nicht, wie bei Möbius-Achterbahnen üblich, über zwei Stationen, sondern über nur eine Station. An der Stelle, an der sich bei einer Möbius-Achterbahn die zweite Station befindet, befindet sich bei dieser Achterbahn eine Bremse. Der Zug wird zum Stillstand gebracht und beginnt wieder mit der Fahrt, sobald der zweite Zug aus der Station heraus fährt. Daher spricht man hier auch von einer Quasi-Möbius-Achterbahn. Die einzige weitere existierende Quasi-Möbius-Achterbahn weltweit ist Twisted Colossus im selben Park.

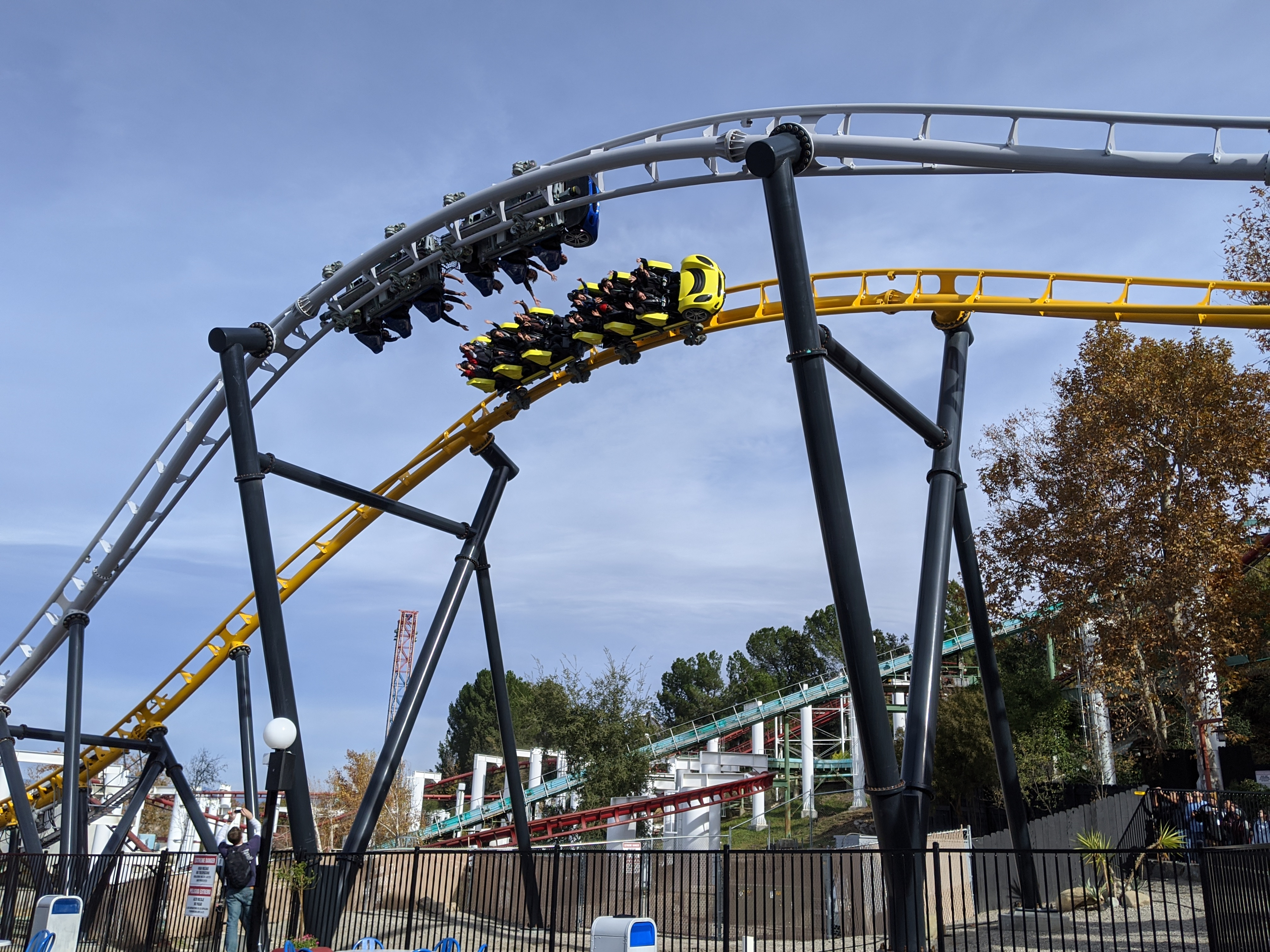
High Five

Die Strecke erreicht eine Höhe von 20,4 m und verfügt über 14 Schienenschnittpunkte. Die Züge werden per Linearmotoren (LSM) auf eine Höchstgeschwindigkeit von 88,5 km/h beschleunigt, wozu auf der Bahn zwei Abschussstrecken und zwei Boosts verbaut wurden. Neben vier Inversionen (einem Zero-g-Stall und drei Korkenzieher), verfügt die Bahn über ein Element namens High Five. Bei diesem Element führen zwei Schienenabschnitte parallel nebeneinander und werden so zur Seite geneigt, dass die Fahrgäste zweier Züge, die gleichzeitig über die beiden Abschnitte fahren, das Gefühl haben, sie könnten sich die Hände reichen, ähnlich wie bei der gleichnamigen Geste. Dieses Fahrelement wurde weltweit bisher nur zwei weitere Mal verbaut.

## Züge
West Coast Racers besitzt drei Züge mit jeweils zwei Wagen. In jedem Wagen können sechs Personen (drei Reihen à zwei Personen) Platz nehmen.